# Ideoblothrus occidentalis
Ideoblothrus occidentalis är en spindeldjursart som först beskrevs av Beier 1959.  Ideoblothrus occidentalis ingår i släktet Ideoblothrus och familjen spinnklokrypare. Inga underarter finns listade i Catalogue of Life.